# Kohtru
Kohtru – wieś w Estonii, prowincji Rapla, w gminie Märjamaa.